# Erythrus multimaculatus
Erythrus multimaculatus là một loài bọ cánh cứng trong họ Cerambycidae.